# Хелдихойэрк
Хелдихойэрк (устар. Дёре-Ахк, Чанты-Ахк, Хатерка, Чонты-Ахк; чечен. Доьрахойн эрк) — река в России, протекает по территории Итум-Калинского района Чеченской Республики. Длина реки составляет 16 км. Площадь водосборного бассейна — 60,4 км².
Начинается на северо-западном склоне горы Чархунышкорт. Течёт в северо-западном направлении у подножия хребта Хачаройдук. Левый берег реки порос берёзовым лесом, на правом расположены развалины Итыкулиш и село Тазбичи. Устье реки находится в 85 км по правому берегу реки Аргун на территории районного центра Итум-Кале.
Основной приток — река Домчерко — впадает справа.

## Данные водного реестра
По данным государственного водного реестра России относится к Западно-Каспийскому бассейновому округу, водохозяйственный участок реки — Сунжа от города Грозный до впадения реки Аргун. Речной бассейн реки — Реки бассейна Каспийского моря междуречья Терека и Волги.
Код объекта в государственном водном реестре — 07020001212108200005931.